# 毛利信男
毛利 信男（もうりのぶお、1941年1月18日 - ）は、日本の物理学者。北海道余市郡余市町出身。弟は宇宙飛行士の毛利衛。
ソ連の人工衛星、スプートニクのブームで科学に興味を持つ。望遠鏡を自作して弟の毛利衛などと星をながめるなどして、衛に幼少期から最も多大な影響を与えた一人である。

## 略年譜
- 1963年 北海道大学理学部卒業
- 1965年 北海道大学大学院理学研究科修了（理学修士）
- 1965年 北海道大学助手
- 1974年 理学博士取得(北海道大学）
- 1975年 北海道大学講師
- 1975年 アリゾナ大学客員教授（1976年まで）
- 1979年 北海道大学助教授
- 1985年 東京大学物性研究所教授
- 2001年 埼玉大学理学部教授
- 2004年 埼玉大学理学部長[1]
- 2006年 放送大学埼玉学習センター長

## 主な業績
- 1991年日本高圧力技術協会科学技術賞
- 1998年日本物理学会第3回日本物理学会論文賞
- 2003年有機超伝導体の世界記録温度を更新[2]